# Fărău, Alba
Fărău este satul de reședință al comunei cu același nume din județul Alba, Transilvania, România.

## Date geografice
Fărăul este situat la 46°20' latitudine nord si 24°00' longitudine est, în partea de nord-est a județului Alba. Se învecinează cu comunele Noșlac, Hopârta, Șona și Jidvei. 
Peisajul natural este dominat de un relief colinar, deluros, întrerupt de crestele care au favorizat dezvoltarea unor abrupturi.

## Istoric
Din datele scrise se atestă că localitatea Fărău există din anul 1299 sub denumirea de "Forró" (trad. "fierbinte"). În perioada 1400-1784 țăranii din satul Fărău au fost iobagi pe moșiile feudale.
În anul 1733, la conscripția episcopului Inocențiu Micu-Klein, au fost înregistrate 315 persoane, (parohia fiind în totalitate greco-catolică)precum și existența unei biserici și a unei case parohiale, comunitatea fiind păstorită de doi preoți greco-catolici: preotul Ioan și preotul Nicolae. 
În anul 1814 a fost construită biserica greco-catolică din lemn cu hramul Sfântul Nicolae, casa parohială  fiind reconstruită din lemn în anul 1832 în timpul păstoririi preotului greco-catolic Onu și mai apoi din piatră și cărămidă în anul 1901 în timpul păstoririi preotului Teodor Sasu.
La evenimentele din anul 1848, țăranii din satul Fărău au luptat în oastea lui Avram Iancu. În cursul evenimentelor, o parte dintre ei au fost omorâți prin spânzurătoare în furci, pe un deal care de atunci poartă numele de "Coasta Furcilor". Prin această pedeapsă revoluționarii maghiari au dorit sa dea o lovitură contrarevoluționarilor din regiune. Dealul este unul dintre cele mai înalte din zonă, iar furcile cu spânzurații puteau fi văzute de la mare distanță.
Pe Harta Iosefină a Transilvaniei din 1769-1773 (Sectio 140) localitatea apare sub numele de „Forró”.

## Demografie
La recensământul din 1930 au fost înregistrați 1.239 locuitori, dintre care 1.190 români, 39 maghiari și 9 țigani. Sub aspect confesional populația era alcătuită din 763 ortodocși, 438 greco-catolici, 28 reformați ș.a. Localitatea Fărău a fost singura localitate mai însemnată din plasa Ocna Mureș cu majoritate ortodoxă relativă.

## Lăcașuri de cult
- Biserica de lemn din Fărău (sec. al XVIII-lea), înscrisă pe lista monumentelor istorice din județul Alba[4] elaborată de Ministerul Culturii și Patrimoniului Național din România în anul 2010.
- Biserica greco-catolică "Sf. Nicolae", construită în 1926, trecută în anul 1948 în folosința parohiei ortodoxe, retrocedată comunității greco-catolice în anul 2006. Locul  primei biserici greco-catolice din Fărău, menționată în Conscripția Episcopului Inocențiu Micu Klein nu se cunoaște, dar este o certitudine faptul că în anul 1812 comunitatea greco-catolică construit un al doilea  lăcaș de cult din lemn cu hramul Sfântul Nicolae, amplasat aproximativ pe locul actualei biserici. În anul 1926 în timpul păstoririi Mitropolitului Dr. Vasile Suciu a fost construită prin contribuția materială și morală a profesorului Aurel Sasu (fiul fostului paroh Teodor Sasu) biserica actuală, din lemn pe fundație de piatră. Inițial biserica avea un singur turn unde erau așezate clopotele, unul dintre ele fiind donat de Leon Moldovan în anul 1927, acesta fiind probabil și anul sfințirii.  După anii `90 actualul edificiu a fost tencuit, i s-au adăugat alte două turnuri, a fost repictat în stil bizantin și a fost restaurat iconostasul. După retrocedarea către comunitatea greco-catolică (2006) biserica a intrat într-un proces de renovare și modernizare acolo unde a fost necesar.

### Scurt istoric al parohiei greco-catolice Fărău
În timpul păstoririi mitropolitului Ioan Vancea, în anul 1879, parohia a beneficiat de sprijinul material al acestuia prin donația de 200 de coroane. În anii 1925-1926, în timpul păstoririi mitropolitului Vasile Suciu, a fost construită actuala biserica din lemn pe fundație de piatră. După anul 1948, când Biserica Română Unită a fost scoasă în afara legii, Biserica Sfântul Nicolae din Fărău a fost folosită și administrată de parohia ortodoxă. După anul 1990 biserica a fost mărită, i s-au adăugat alte 2 turnuri, a fost pictată în stil bizantin și a fost restaurat iconostasul. În 8 aprilie 2006, după un proces intentat Parohiei Ortodoxe Fărău, lăcașul de cult a fost retrocedat comunității greco-catolice, aici având loc la 30 iulie prima hirotonire și instalare a unui preot greco-catolic după aproape 60 de ani prin vizita arhiepiscopului și mitropolitului Lucian Mureșan.

## Economie
Majoritatea locuitorilor comunei Fărău se ocupă cu agricultura și creșterea animalelor.
In perioada comunistă și încă vreo câțiva ani după '89, mulți oameni din satul Fărău făceau zilnic naveta la Ocna Mureș (oraș aflat la 15 km distanță), fiind angajați în industrie (Uzina de Produse Sodice Ocna Mureș, Salina Ocna Mureș, Fabrica de Fermentare a Tutunului Ocna Mureș etc.).

## Obiectiv memorial
Monumentul Eroilor Români din Primul Război Mondial. Crucea memorială este amplasată în centrul localității și a fost dezvelită în anul 1920, pentru cinstirea memoriei Eroilor Români căzuți în Primul Război Mondial. Monumentul, cu o înălțime de 2,5 m, este realizat din piatră cioplită, iar împrejmuirea este asigurată de un gard din fier forjat cu soclu de beton. Pe frontispiciu este un scurt înscris: „EROILOR 1914-1919“. Pe cruce sunt fixate drapelele României și Uniunii Europene.
"Monumentul Eroilor din Fărău căzuți în Al Doilea Război Mondial" este construit din piatră, având formă de obelisc ce are în vârf o cruce, fundația fiind din piatră ornamentală poligonală. Întregul ansamblu are înălțimea de 4 metri, fiind amplasat în centrul satului, în apropiere de Școala Gimnazială și de Căminul Cultural. La baza obeliscului este fixată o placă comemorativă din marmură neagră, cu înscrisul: GLORIE EROILOR CĂZUȚI LA DATORIE PENTRU PATRIE ȘI NEAM. Pe soclul obeliscului este fixată o altă placă, tot din marmură neagră, pe care sunt înscrise numele a 43 de eroi, căzuți în Al Doilea Război Mondial. Obeliscul este încadrat de drapelul României și de cel al Uniunii Europene.

## Imagini

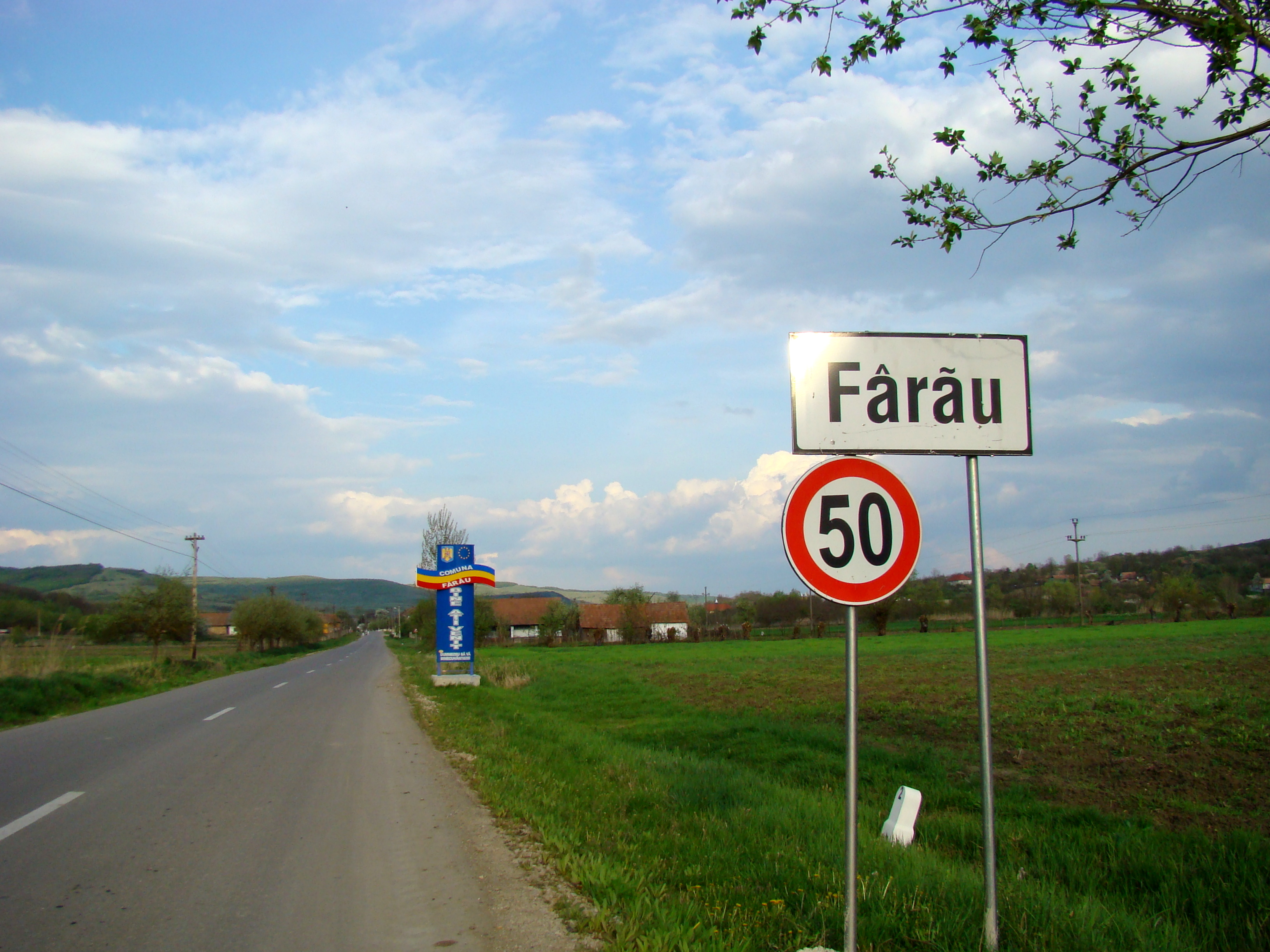
Intrarea în localitate
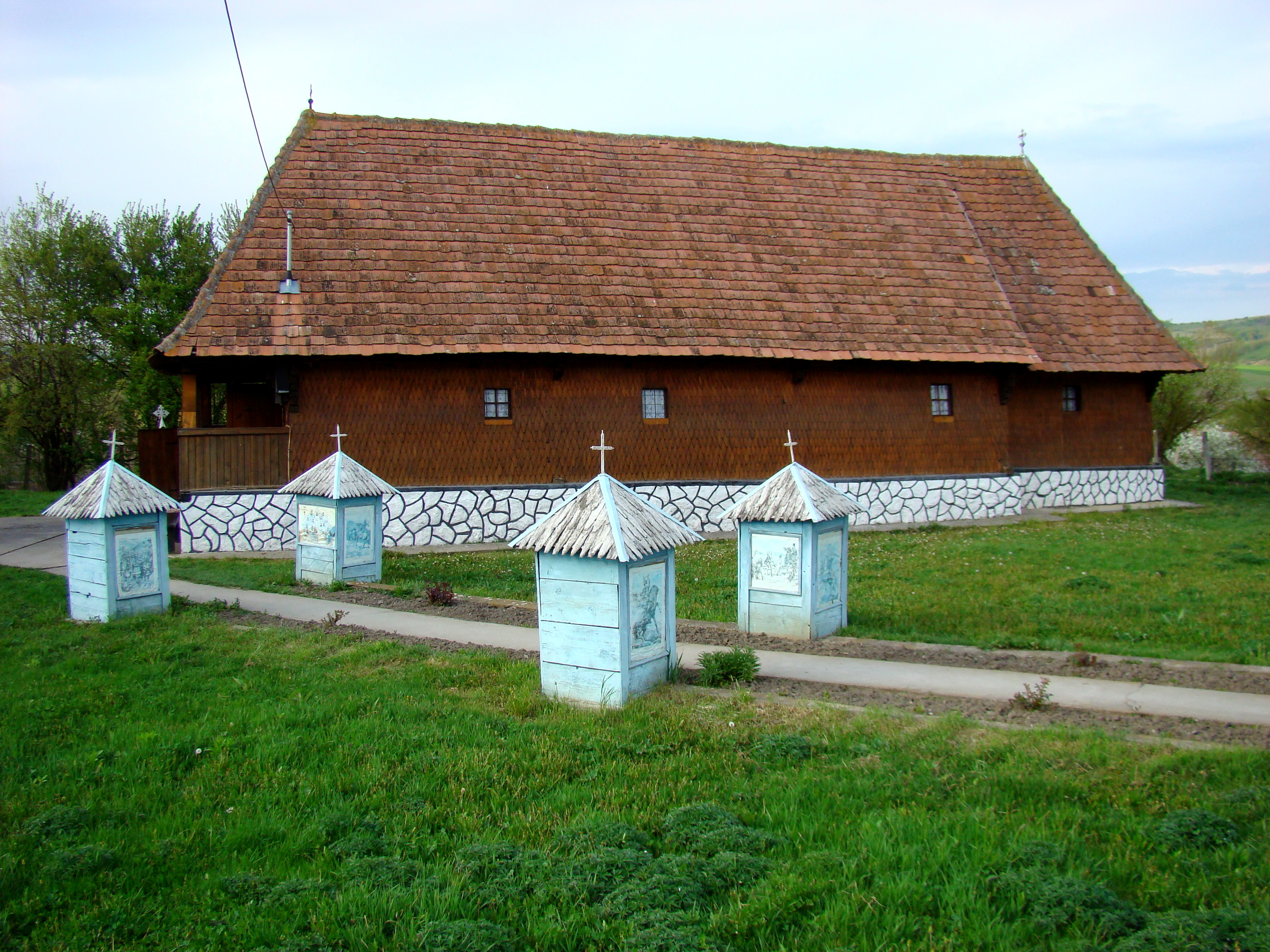
Biserica de lemn (monument istoric)
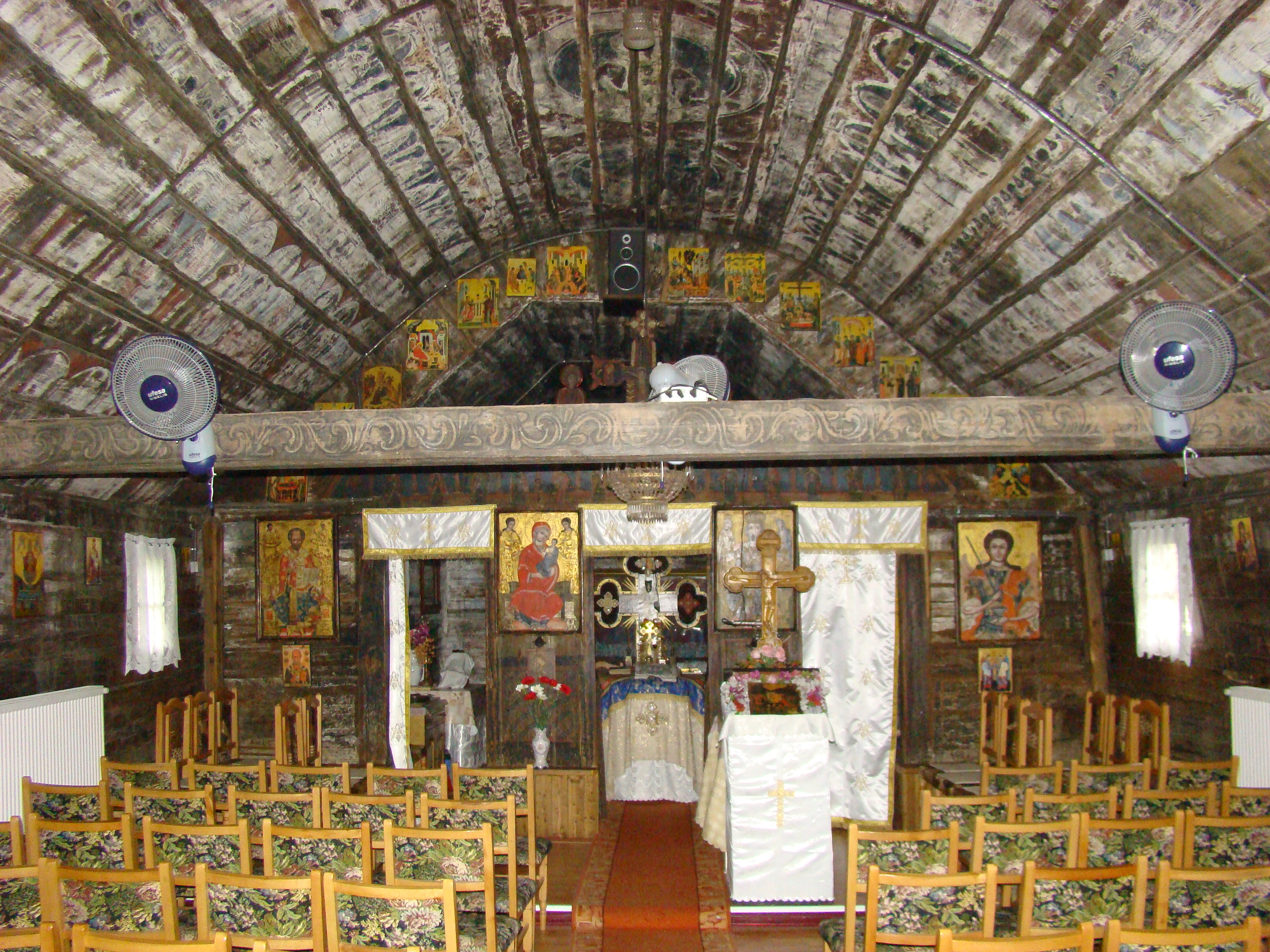
Biserica de lemn (monument istoric)
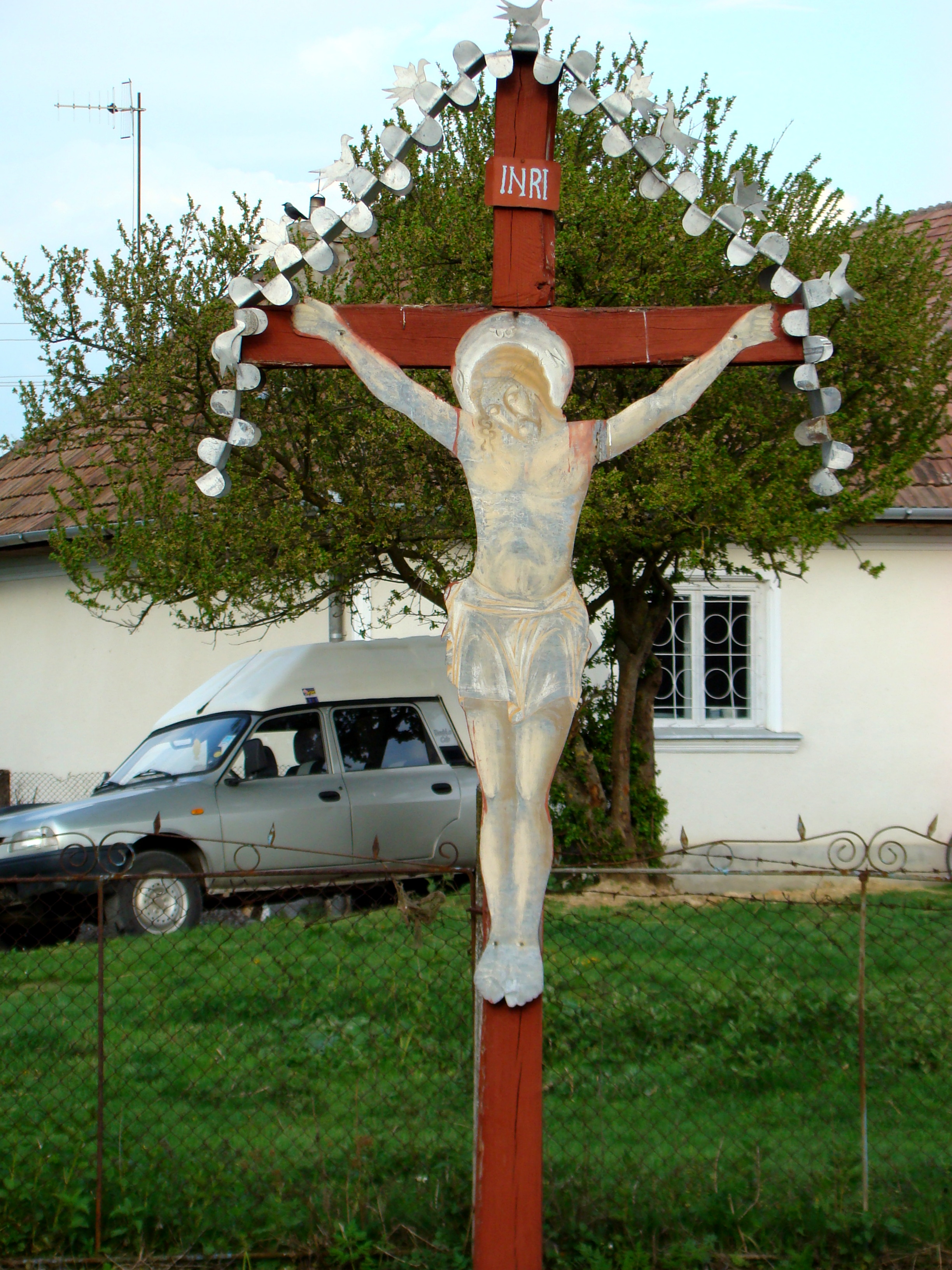